# Ida von Anhalt-Bernburg-Schaumburg-Hoym

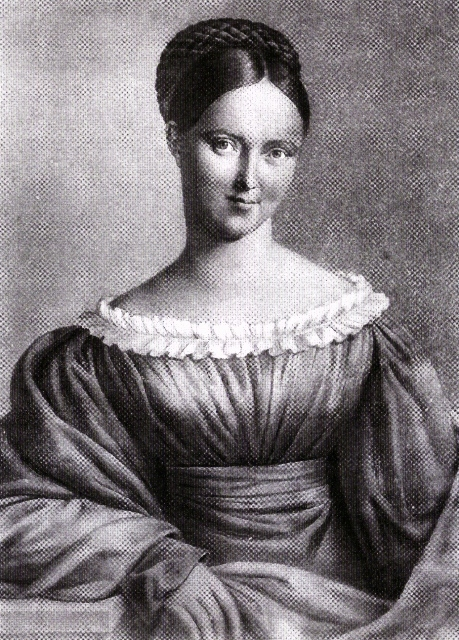
Prinzessin Ida von Anhalt-Bernburg-Schaumburg-Hoym (1804–1828), Erbprinzessin zu Lübeck, Prinzessin zu Holstein-Oldenburg

Ida von Anhalt-Bernburg-Schaumburg-Hoym (* 10. März 1804 in Schloss Schaumburg; † 31. März 1828 in Oldenburg) war eine Prinzessin von Anhalt-Bernburg-Schaumburg-Hoym und durch Heirat Erbprinzessin zu Lübeck und Prinzessin zu Holstein-Oldenburg.

## Leben
Ida war eine der vier Töchter des Fürsten Victor II. von Anhalt-Bernburg-Schaumburg-Hoym (1767–1812) aus dessen Ehe mit Amalie (1776–1841), Tochter des Fürsten Karl Christian von Nassau-Weilburg. Sie wuchs gemeinsam mit ihren Schwestern im anhaltischen Hoym auf und wurde sorgfältig ausgebildet.
Sie heiratete am 24. Juni 1825 im Schloss Schaumburg den nachmaligen Großherzog August von Oldenburg (1783–1853), Witwer ihrer älteren Schwester Adelheid, mit der sie einen ausführlichen Briefwechsel geführt hatte. 1827 gebar sie den Erbprinzen Peter. Neun Monate später starb Ida wie auch ihre Schwester nach nur drei Jahren Ehe. Im Jahr nach ihrem Tod wurde August Großherzog von Oldenburg. Der Ort Idafehn in Ostfriesland wurde nach Prinzessin Ida benannt. Ida ist im Großherzoglichen Mausoleum auf dem Gertrudenfriedhof in Oldenburg beigesetzt.

## Nachkommen
Aus ihrer Ehe hatte Ida einen Sohn:
- Peter II. (1827–1900), Großherzog von Oldenburg

⚭ 1852 Prinzessin Elisabeth von Sachsen-Altenburg (1826–1896)